# Beljajewo (Kursk)
Beljajewo (russisch Беляево) ist ein Dorf (selo) in der Oblast Kursk in Russland. Es gehört zum Rajon Konyschowka und ist Sitz der Landgemeinde (selskoje posselenije) Beljajewski selsowjet.

## Geographie
Der Ort liegt gut 76 km Luftlinie nordwestlich des Oblastverwaltungszentrums Kursk im südwestlichen Teil der Mittelrussischen Platte, 13 km nordwestlich des Rajonverwaltungszentrums Konyschowka, 47 km von der Grenze zwischen Russland und der Ukraine, am Torrente Rschawez (linker Nebenfluss des Wandarez im Becken der Swapa).

### Klima
Das Klima im Ort ist wie im Rest des Rajons kalt und gemäßigt. Es gibt während des Jahres eine erhebliche Niederschlagsmenge. Dfb lautet die Klassifikation des Klimas nach Köppen und Geiger.

## Bevölkerungsentwicklung
| Jahr | Einwohner |
| ---- | --------- |
| 2002 | 469       |
| 2010 | 306       |

Anmerkung: Volkszählungsdaten

## Verkehr
Beljajewo liegt, 42,5 km von der Fernstraße föderaler Bedeutung M3 „Ukraina“ (Moskau – Kaluga – Brjansk – Grenze zur Ukraine), 54 km von der Straße M2 „Krim“ (Moskau – A142/Trosna – Grenze zur Ukraine), 29 km von der Straße A 142 (Trosna – M3 Ukraina), 22 km von der Straße regionaler Bedeutung 38K-038 (Fatesch – Dmitrijew), 13 km von der Straße 38K-005 (Konyschowka – Schigajewo – 38K-038), 13,5 km von der Straße 38K-003 (Dmitrijew – Berjosa – Menschikowo – Chomutowka), 10 km von der Straße 38K-023 (Lgow – Konyschowka), an der Straße interkommunaler Bedeutung 38N-144 (Konyschowka – Makaro-Petrowskoje, mit Auffahrt nach Beljajewo und Tschernitscheno) und 13 km vom nächsten Bahnhof Konyschowka (Eisenbahnstrecke Nawlja – Lgow-Kijewskij) entfernt.
Der Ort liegt 169 km vom internationalen Flughafen von Belgorod entfernt.